# Rifugio Altissimo Damiano Chiesa
Das Rifugio Altissimo Damiano Chiesa (auch kurz Rifugio Altissimo, deutsch Altissimo-Hütte) ist eine Schutzhütte der Sektion Mori der Società degli Alpinisti Tridentini (SAT).

## Lage und Umgebung
Das Rifugio Altissimo liegt im Trentino am nördlichen Rand des Monte Baldo Bergrückens, der den Gardasee auf seiner Ostseite hin eingrenzt, auf 2060 m s.l.m. Die Hütte steht nur ein paar Gehminuten vom Gipfel des Monte Altissimo di Nago entfernt. Nicht weit von ihr befindet sich auch eine kleine Kapelle. Seit 2013 liegt das Rifugio im neu geschaffenen Parco naturale locale del Monte Baldo.
An der Hütte führt der Sentiero della Pace (deutsch, Friedensweg) vorbei.

## Geschichte
Die erste Schutzhütte wurde 1891 in einer Bauzeit von nur zweieinhalb Monaten vom SAT errichtet und 1892, damals noch unter dem Namen Rifugio di Monte Baldo eingeweiht. Wie auch in anderen Fällen im damals noch zu Österreich-Ungarn gehörenden Trentino, wurde der Hüttenbau auf dem Altissimo zur Bühne pannationalistischer Bestrebungen, der sich in einer Art Hüttenbauwettlauf zwischen dem SAT und dem DÖAV äußerte, um damit die jeweiligen Ansprüche auf den Berg zu unterstreichen, was wohl auch Einfluss auf die kurze Bauzeit hatte.
Das Rifugio zählte gleich nach seiner Eröffnung zu den am meisten besuchten Schutzhütten im Trentino und musste bereits vier Jahre später zum ersten Mal erweitert werden. Ein zweiter Ausbau erfolgte noch vor dem Ersten Weltkrieg im Jahr 1906. Mit damals 30 Schlafplätzen gehörte das Rifugio di Monte Baldo zu den größten Schutzhütten des SAT.
Während des Ersten Weltkrieges wurde der Bau im Herbst 1914 den österreichisch-ungarischen Militärbehörden vermietet, um einer Beschlagnahmung zuvorzukommen. Zwei Tage nach dem italienischen Kriegseintritt am 23. Mai 1915, besetzten Einheiten des Alpini-Bataillons Verona die Hütte. In der Folgezeit erhielt sie den Namen Rifugio Antonio Cantore. In unmittelbarerer Nähe errichteten die Italiener zahlreiche Schützengräben und Artilleriestellungen, die heute noch zum Teil gut erhalten sind.
Das Rifugio überstand trotzdem relativ unbeschadet den Krieg. Am 11. Februar 1919 wurde es im Gedenken an den aus Rovereto stammenden Damiano Chiesa umbenannt, der als Offizier der italienischen Armee während der österreichisch-ungarischen Südtiroloffensive 1916 nicht weit von Rovereto in österreichische Gefangenschaft geraten und von einem Militärtribunal wegen Landesverrates im Castello del Buonconsiglio in Trient hingerichtet worden war.
1937 übernahm die Sektion Rovereto die Hütte. In dieser Zeit, zu Ende der 1930er Jahre, erfolgten weitere Umbauten, unter anderem wurde die Küche wesentlich vergrößert und das Rifugio auch im Winter für den Publikumsverkehr geöffnet. In den 1950er und 1960er erhielt es sein heutiges äußeres Aussehen. In dieser Zeit wurde auch die vom Rifugio Graziani zum Altissimo führende alte Militärstraße so ausgebaut, dass sie von Fahrzeugen benutzt werden konnte.
Im Jahr 1965 übernahm die Sektion Mori das Rifugio Altissimo Damiano Chiesa, in deren Besitz die Schutzhütte heute noch ist. 2005 wurden die Innenräume komplett renoviert.

## Zugänge
- Von der Bocca del Creer, 1617 m ⊙ auf Weg 633 (1 Stunde 30 Minuten)
- Von Prati di Nago (Parkplatz Ende Fahrstraße), 1530 m ⊙ auf Weg 601 (1 Stunde 30 Minuten)
- Von San Giacomo, 1196 m ⊙ auf Weg 622 (2 Stunden 45 Minuten)
- Von Festa, 852 m ⊙ auf Weg 650, 622 (3 Stunden 30 Minuten)
- Von Nago, 210 m ⊙ auf Weg 601 (4 Stunden 30 Minuten)

## Nachbarhütten und Übergänge
- Zum Rifugio Andrea Graziani, 1620 m ⊙ auf Weg 633 in einer Stunde
- Zum Rifugio Malga Campei, 1570 m ⊙ auf Weg 120, 147 in 3 Stunden
- Zum Rifugio Telegrafo, 2147 m ⊙ auf Weg 651 in 5 Stunden 30 Minuten

## Gipfelbesteigungen
- Monte Altissimo di Nago, 2079 m ⊙ 5 Minuten